# ウォルター・ヘンリー・メドハースト
ウォルター・ヘンリー・メドハースト（Walter Henry Medhurst、1796年4月29日 – 1857年1月24日）は、会衆派のイギリス人宣教師、中国学者、出版人である。上海にはいった最初の宣教師であり、また中国語訳聖書の翻訳・改訂・出版に尽力した。
中国名は麦都思(Mài Dūsī)。日本では『英和・和英語彙』の著者として特に知られるが、この辞書は村上英俊により1855年（安政2年）の『洋学捷径 仏英訓弁』の英語の部で紹介され、安政4年（1857年）に 『英語箋前篇』､ 文久3年（1863年）に 『英語箋後篇』として原書版が翻刻されている。

## 生涯
（外部リンクの華人基督教人名辭典による）
メドハーストは1796年にロンドンに生まれた。15歳のときにグロスターで印刷技術を学んだ。1816年にロンドン伝道協会(LMS)に参加して、マラッカに赴任した。ロンドンからマラッカへ行く途中、マドラスに数ヶ月逗留したが、この間にエリザベス・マーティンに会って結婚し、ともにマラッカへと赴いた。1817年6月12日にマラッカに到着し、ウィリアム・ミルンの助手として、中国語雑誌「察世俗毎月統記伝」の発行を手伝った。1819年にはペナンに移り、学校を開いた。同年牧師按手を受け、ペナンとバタヴィアで宣教活動を行った。メドハーストはバタヴィアでも学校を開き、また印刷所を設立した。1822年にミルンが没するとマラッカにかわってバタヴィアがロンドン伝道協会の中心的な印刷所になった。
1834年にロバート・モリソンが没すると、その子のジョン・ロバート・モリソン、カール・ギュツラフ、イライジャ・コールマン・ブリッジマン、およびメドハーストの4人はモリソンが中国語に翻訳した聖書の改訂を行った。しかし英国外国聖書協会はこの改訂を認めず、新約と旧約のヨシュア記まで翻訳したところで共同作業は中断し、残りはギュツラフがひとりで翻訳した。この版は太平天国で使われた。
アヘン戦争後、メドハーストは新しく開かれた上海に移って、そこで宣教活動を行った。1843年に香港で会議が開かれ、イギリスとアメリカの宣教師らによる委員会が共同で中国語訳聖書を改訂することになった。委員会は中国人の王韜らの協力を得て、1852年に改訂した『新約全書』を、1853年に『旧約全書』を出版した。この改訂訳は英国外国聖書協会に正式に採用された。この翻訳は文理訳（文言文、漢文）だったが、メドハーストらは『新約全書』を官話にも翻訳し、1857年に出版された。
メドハーストはかつてバタヴィアに建てた印刷所を上海に移した。これが墨海書館(The London Missionary Society Press)である。印刷所では宣教用の書物のほかに、西洋の政治・科学などの書物を中国語に翻訳して出版した。
1843年にニューヨーク大学から名誉神学博士を授かった。
1856年に上海を離れて帰国の途につき、1857年1月22日にロンドンに帰り着いたが、その2日後に死亡した。
同名の息子(1823-1885)もイギリス領事として中国で活躍した。

## 主著

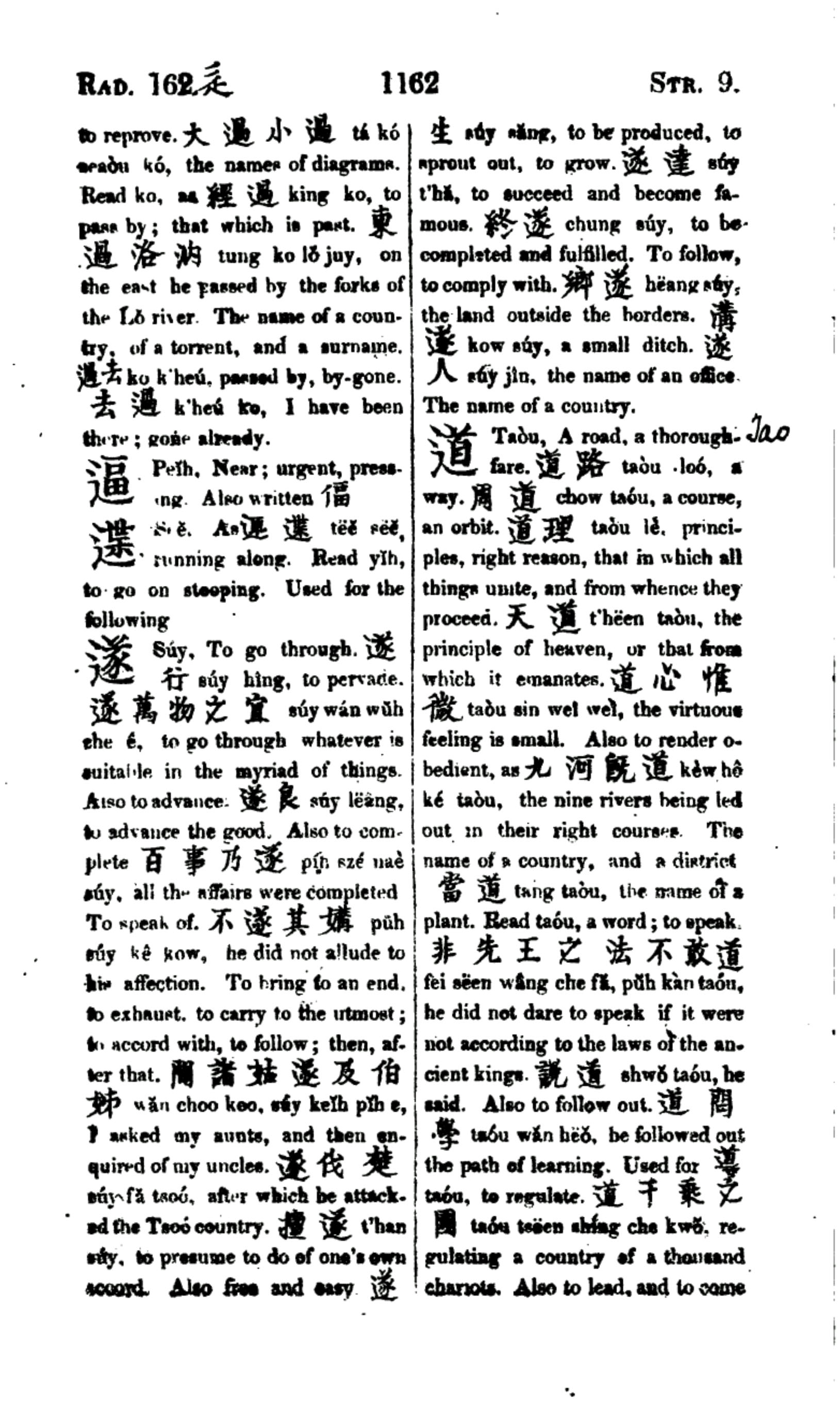
漢英字典

メドハーストはさまざまな言語に通じており、また自分の印刷所を持っていたため、出版した書物は多く、中国語によるもの59種、英語27種、マレー語6種類にのぼる。
- 尚徳『東西史記和合』1829年。（盤古以来の中国の王統とアダム以来の西洋の歴史を上下2段に分けて対比したもの。両者の古代史は洪水伝説があるなど一致し、堯とノア・舜とセムが同一人物であるとした。その後両者の歴史は分かれたが、イギリスが広東に入ることによって再び堯舜の昔にかえるとした。「尚徳」はメドハーストの偽名）
- 尚徳『新増三字経』。（『三字経』形式でキリスト教の教えを説いたもの）
- A Chinese and English Dictionary. Batavia. (1842)（漢英字典）
- English and Chinese Dictionary. Shanghai. (1847-1848)（英漢字典）
- A dictionary of the Hok-këèn dialect of the Chinese language. Macao. (1832)（福建方言字典）
- An English and Japanese, and Japanese and English vocabulary. Batavia. (1830)（英和・和英辞典）

1857年に日本で村上英俊らにより『英語箋』の名で翻刻出版されている。
- Philo-Sinensis (1835). Translation of a comparative vocabulary of the Chinese, Corean, and Japanese languages. Batavia（朝鮮偉国字彙）

シーボルトがもたらした洪舜明『倭語類解』（朝鮮人向けの日本語辞書）を元にした、朝鮮語と日本語の単語集。
- China, its state and prospects. Boston. (1838)（中国の現状と展望）
- A dissertation on the theology of the Chinese, with a view to the elucidation of the most appropriate term for expressing the Deity, in the Chinese language. Shanghai. (1847)（「God」を中国語でどう翻訳すべきかについて）
- On the true meaning of the word Shin. Shanghai. (1849)（漢字「神」の意味するところを『佩文韻府』をもとに考察した）

メドハーストは初めて中国語の原文から『書経』を英訳した。
- The Shoo King, or the historical classic. Shanghai. (1846)

また、絹と茶の産地を訪れた旅行記の中で『農政全書』の抄訳も行っている。
- A glance at the interior of China : obtained during a journey through the silk and green tea districts taken. Shanghai. (1849)